# 索恩二世
在托爾金（J. R. R. Tolkien）奇幻小說裡，索恩二世（Thráin II）是一個虛構的中土大陸人物。在《哈比人歷險記》裡首次提及索恩二世，更多有關他的歷史可見於《未完成的故事》（Unfinished Tales）。
索恩二世是索爾（Thrór）之子、索林·橡木盾（Thorin Oakenshield）之父。他是都靈（Durin）的後裔，又是山下國王（King under the Mountain）及都靈部族領袖的繼承人。
惡龍史矛革（Smaug）襲擊孤山（Erebor）之時，索恩二世及其親信逃離，並攜帶了一幅顯示孤山秘密通道的地圖。
其後，年邁的索爾把矮人戒指交給索恩二世，自己則孤身前往摩瑞亞（Moria）。索恩二世後得知父親被半獸人首領阿索格（Azog）所殺。索恩二世把這訊息傳遞給各個矮人部落，阿索格的行為對矮人極度不敬，終爆發矮人與半獸人之戰爭（War of the Dwarves and Orcs），雖然矮人取得勝利，但代價沉重，特別是阿薩努比薩之戰（Battle of Azanulbizar），在那場戰爭，阿索格身首異處。戰後，傷殘的索恩二世欲進入摩瑞亞，但丹恩二世·鐵足（Dáin II Ironfoot）阻止了他，預言已有其他的力量進入了摩瑞亞。
後來，索恩二世及索林在伊瑞德隆（Ered Luin）建立了領地。
索恩二世開始受戒指的驅使及本人對黃金的追求，他與巴林等幾人離開了伊瑞德隆，意圖收復孤山，但在幽暗密林邊界他獨自被敵人擒獲，並囚禁在幽暗密林（Mirkwood）南部多爾哥多（Dol Guldur），僅存的一枚矮人戒指被奪走，並在牢內去世。
甘道夫（Gandalf）在調查多爾哥多背後的力量時發現瀕死的索恩二世，索恩二世將地圖交給甘道夫，甘道夫答應將地圖轉交他的兒子，但當時的索恩二世神志不清，未能說出他兒子的姓名，所以甘道夫未能達成他的遺願。
其後，甘道夫在布理（Bree）附近遇見索林，才知道索林是索恩二世之子，甘道夫答應幫助他實行孤山任務（The Quest of Erebor），並邀請哈比人比爾博·巴金斯（Bilbo Baggins）加入。

## 改編描述
在彼得·傑克森執導的《哈比人電影系列》三部曲當中，首部電影裡的索恩二世是由Michael Mizrahi和湯瑪斯·羅賓斯這兩位紐西蘭演員飾演的。第二部電影《哈比人：荒谷惡龍》裡，在多爾哥多內年老的索恩是由安東尼·謝爾飾演的。
依照這部系列電影中的描述，索恩二世是在阿薩努比薩之戰被半獸人阿索格親自俘虜的，他在多爾哥多被囚多年，其矮人部族的子民皆不知他的下落如何，唯有索林堅信其父仍存活於人世。甘道夫於孤山任務期間親探多爾哥多，遭到發瘋的索恩二世攻擊，甘道夫用法術讓他恢復神智；在兩人出逃時，被以黑影型態現身的索倫堵截，索恩因被黑影吞沒而死亡。而在托爾金的原著小說裡，孤山任務期間其實索恩二世早已死亡多年。